# Skanderup Valgmenighedskirke
 For alternative betydninger, se Skanderup Kirke. (Se også artikler, som begynder med Skanderup Kirke)
Skanderup Valgmenighedskirke er en grundtvigsk valgmenighedskirke i landsbyen Skanderup. Line Louise Peters er præst i kirken. 

## Historie
Kirken er opført i 1922 efter tegning af arkitekten Jens Theodor Rolver. Bygningen var oprindeligt et andelsmejeri og siden fabrik, men efter den blev lukket lavede man den om til en kirke.

## Kirkebygningen og inventar
Den hvidpudsede bygning, med gråmalet sålbænk og sokkel, består af et langhus med korte tværskibe og et smallere kor. Tårnet, med indgang i vest, rummer våbenhuset, og glasmalerier fra 1958 af kunstneren Johan Thomas Skovgaard.
Inde i kirken er en døbefont fra 1932 og et trækors fra 1958. Ældre inventar er blandt andet alterbordet, altersølvet, kirkebænke og prædikestolen.